# Ichneumon circes
Ichneumon circes là một loài tò vò trong họ Ichneumonidae.